# 秋枝直樹
秋枝 直樹（あきえだ なおき、1974年9月21日 - ）は、日本の元俳優。山口県萩市出身。

## 人物
身長172cm。
かつては劇団「猫☆魂」、ラッキーリバー（吉川事務所）に所属していた。
2021年、所属していたラッキーリバーを退所。現在は故郷の山口県萩市で萩焼職人として活動している。

## 出演

### 映画
- 世にも奇妙な物語 映画の特別編（2000年）
- 棒 Bastoni（2002年）
- 海は見ていた（2002年）
- Dolls（2002年）
- 壬生義士伝（2003年）
- 鏡の女たち（2003年）
- デスノート 前編（2006年）
- それでもボクはやってない（2007年）
- アキレスと亀（2008年）
- 20世紀少年 第1章 終わりの始まり（2008年）
- 踊る大捜査線 THE MOVIE3 ヤツらを解放せよ!（2010年）

### テレビドラマ
- 学校の怪談 春の呪いスペシャル 第1話「恐怖心理学入門」（2000年）
- Nail（2002年）
- 下北サンデーズ（2006年） - 劇団犬☆魂の団員 役
- さよなら、キノコ（2012年）
- あぽやん〜走る国際空港（2013年）
  - 第1話「迫る出発時間! キャンセル発生!? お客様を“笑顔”で送り出す!!」
  - 第6話「大好きでした…それでも僕は見送る」
- MEGAQUAKE 巨大地震 III（2013年）
- 相棒 - 記者
  - （2013年）
  - （2014年）
- Doctor-X 外科医・大門未知子3（2014年）
- ウルトラマンギンガS（2014年） - サラリーマン
- 青春探偵ハルヤ（2015年）

### 配信ドラマ
- 雨が降ると君は優しい 第2話（2017年9月16日、Hulu）

### オリジナルビデオ
- トラウマQ かなりヤバイ家（2011年） - ナレーション
- トラウマQ 笑ふ生首（2011年）

### 舞台
- アイダ
- アヴェ!マリターレ
- アロマ
- アンラッキー・デイズ 〜ナツメの妄想〜
- エレクトリカル ラブパレード
- 神の領域
- グッドラック☆グッドドラック
- グロソラリア
- Get Get Get!
- 権カバー
- シーサイド、スーサイド
- Simple
- 地球に棲む人
- 長州からの使者、敵か味方か。
- トライフル
- ナマハゲ、左遷
- New Life
- ノコッタ、
- ハイカラ
- パンクオータム
- Punk autumn!!
- ブラチナ
- 忘旧
- 窓から外を見ている
- 無限ギブス
- 悪い夢

### CM
- 味の素 アミノバイタル登山編
- 明治安田生命保険
- メニコン

### WEB
- インターネットラジオ SMILY☆SPIKYの「なまはこっうぇ!」 第4回（2009年） - ゲスト
- 探偵ファイル、「人妻合コン（後編）」（2011年）